# Live at Nassau Coliseum '78
Live at Nassau Coliseum '78 — живий альбом англійської групи Emerson, Lake & Palmer, який був випущений 22 лютого 2011 року.

## Композиції
1. Hoedown - 4:46
2. Tarkus - 17:28
3. Take a Pebble - 5:21
4. Piano Concerto #1 - 1st Movement - 5:21
5. Maple Leaf Rag - 1:29
6. Take a Pebble - 2:54
7. C'est La Vie - 4:20
8. Lucky Man - 3:21
9. Pictures at an Exhibition - 15:37
10. Tiger in a Spotlight - 4:05
11. Watching Over You - 4:37
12. Tank - 2:12
13. Drum Solo - 6:49
14. The Enemy God Dances with the Black Spirits - 2:45
15. Nutrocker - 3:48
16. Pirates - 13:31
17. Fanfare for the Common Man - 11:35

## Учасники запису
- Кіт Емерсон — орган, синтезатор, фортепіано, челеста, клавішні, орган Гаммонда, синтезатор Муґа
- Ґреґ Лейк — акустична гітара, бас-гітара, електрогітара, вокал
- Карл Палмер — перкусія, ударні